# Audi 80 B2
L'Audi 80 B2 è la seconda generazione dell'Audi 80, una vettura di fascia media prodotta dal 1978 al 1986 dalla Casa automobilistica tedesca Audi, all'epoca nota con la denominazione sociale Audi NSU Auto Union, ma che dal 1985 cambierà la propria denominazione in Audi AG.

## Profilo e storia

### Genesi ed esordio
Fu nel 1970, vale a dire già due anni prima del lancio della prima generazione dell'Audi 80, che al quartier generale di Ingolstadt si stava lavorando all'erede della berlina media di casa Audi. In particolare venne stabilito che la seconda generazione dell'Audi 80 avrebbe dovuto esordire nel 1978, come in effetti sarebbe successo. Le direttive imposte dall'allora direttore tecnico Ferdinand Piëch furono poche ma chiare e inequivocabili: la nuova vettura avrebbe dovuto essere più grande e più sicura. I primi schizzi relativi alla nuova Audi 80 portarono la firma di Claus Luthe, ma quando quest'ultimo lasciò nel 1976 l'Audi per passare alla BMW, il suo lavoro venne ripreso da Giorgetto Giugiaro, già autore di altri modelli presso il gruppo Volkswagen (primo fra tutti la prima generazione della ben nota Golf), che ne rivisitò le linee portandone a conclusione il compito. Il buon indice di gradimento che proprio in quel periodo la prima Audi 80 stava facendo registrare spinse i vertici Audi a confermare la formula della carrozzeria di tipo berlina a tre volumi, sebbene nelle battute iniziali del progetto non mancarono anche proposte relative a una versione station wagon e a una versione fastback (sulla falsariga di quanto sarebbe avvenuto di lì a poco con la più grande Audi 100 C2 Avant che avrebbe esordito di lì a non molto).
La seconda generazione dell'Audi 80 venne presentata alla stampa fra il 30 agosto e l'8 settembre 1978.

#### Design esterno e interno
L'Audi 80 B2 era caratterizzata da un classico corpo vettura di tipo berlina a tre volumi dallo stile spigoloso tipico del periodo, che Giugiaro interpretò in maniera impeccabile mantenendo unite due qualità come sobrietà ed eleganza. Le direttive imposte da Piëch non furono disattese: la vettura risultò effettivamente più lunga e più larga, e perciò con un aspetto più "importante" che tradiva le intenzioni, da parte della Casa di Ingolstadt, di aggredire quella nicchia di mercato che in quel periodo era dominio quasi esclusivo di BMW e Mercedes-Benz, oggigiorno si direbbe la fascia "premium" del mercato delle vetture di categoria media. l tema del cuneo, molto caro agli stilisti automobilistici durante gli anni '70, venne pure interpretato da Giugiaro in maniera molto discreta. Ciò fu visibile principalmente osservando la parte anteriore, dotata di un lungo cofano motore solo leggermente inclinato in avanti e che terminava con un frontale dominato da grandi fari rettangolari che non inglobavano gli indicatori di direzione, sebbene questi ultimi fossero posizionati immediatamente a fianco. Moderna la soluzione relativa all'utilizzo di paraurti in materiale plastico, sia davanti sia dietro, e molto più avvolgenti che non nella precedente Audi 80. Alla vista laterale venne conferita eleganza grazie a una soluzione "a diedro" incentrata sulla nervatura orizzontale che percorreva la fiancata immediatamente al di sotto delle maniglie porta. Ben visibile la ridotta altezza della linea di cintura e di conseguenza la maggior ampiezza delle superfici vetrate, parabrezza e lunotto compresi. All'insegna della semplicità anche la coda, dove spiccavano i grandi gruppi ottici rettangolari.
Ampie superfici vetrate e maggior lunghezza e larghezza fecero sentire i loro effetti anche nell'abitacolo, più ampio e luminoso. La maggior abitabilità fu soprattutto merito del passo, aumentato di 8 centimetri rispetto al modello uscente, ma anche degli 8 centimetri in più in larghezza. I rivestimenti in tessuto erano disponibili in tinte coordinate con i colori della carrozzeria e il posto guida era caratterizzato da un cruscotto quadrangolare, anch'esso firmato Giugiaro, con due strumenti circolari (tachimetro e contagiri), più altri due strumenti centrali di dimensioni ridotte (econometro e indicatore livello carburante). Il volante era a due razze, con stemma della Casa di Ingolstadt situato in posizione asimmetrica. Squadrate anche linee del resto della plancia (sportello del vano portaoggetti di fronte al passeggero anteriore, bocchette di aerazione, ecc.).

#### Struttura, meccanica e motori

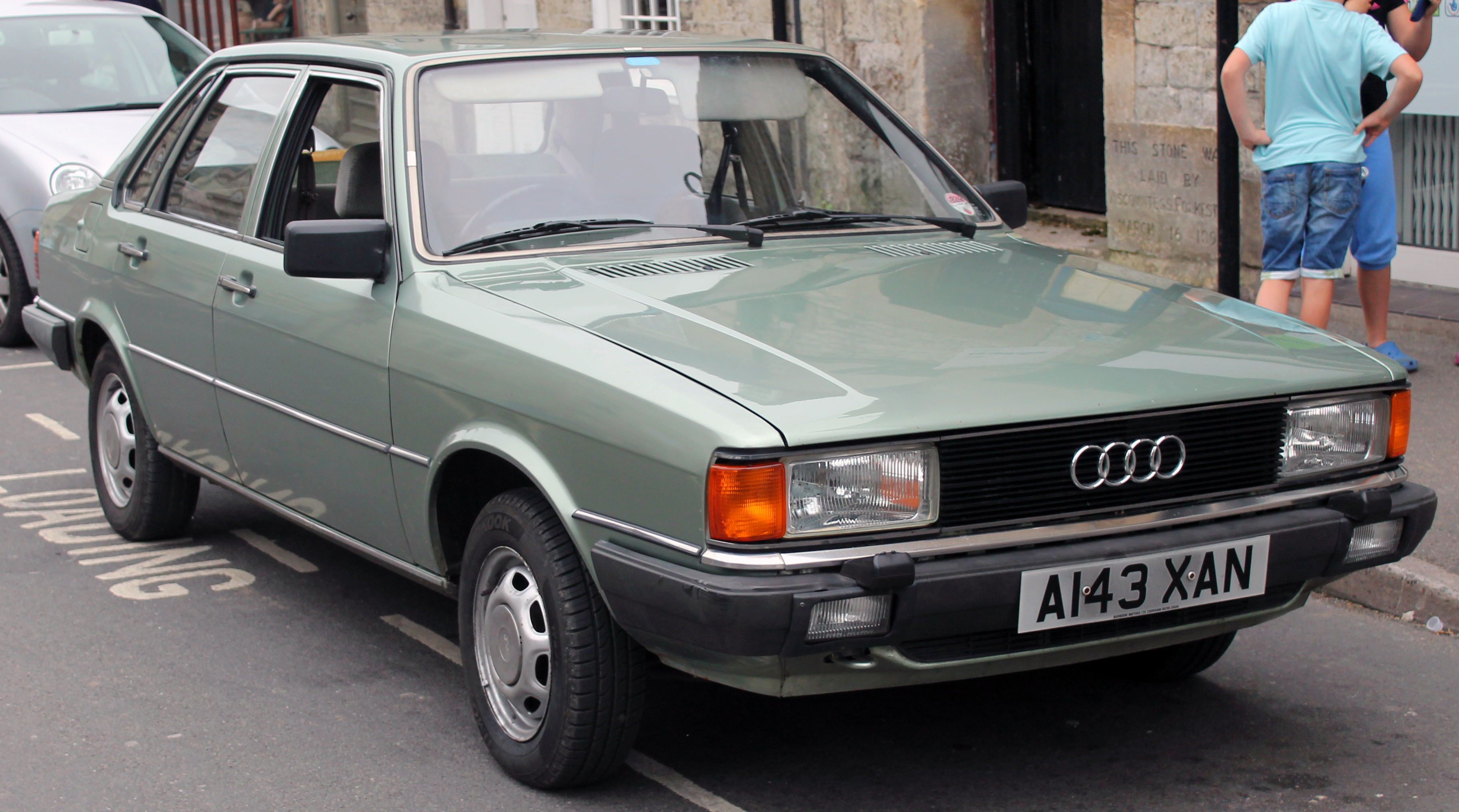

L'architettura meccanica dell'Audi 80 B2 mantenne lo schema già visto nel precedente modello, ossia con motore anteriore longitudinale trazione anteriore. Dal punto di vista sia strutturale sia della meccanica, la seconda generazione dell'Audi 80 rimaneva fedele alle soluzioni già previste per la prima. Ecco quindi che anche il nuovo modello contava su un avantreno di tipo MacPherson e su un retrotreno ad assale rigido a torsione con barra Panhard, ma anche su un impianto frenante misto con dischi da 239 mm davanti e tamburi da 180 mm dietro. La gamma motori riprese quella della precedente Audi 80, con alcune leggere differenze, riscontrabili in particolare nella motorizzazione di base, sempre da 1,3 litri, ma la cui cilindrata esatta scese da 1297 a 1272 cm³, e con potenza massima rimasta invariata a 55 CV. La seconda e ultima motorizzazione nella gamma d'esordio fu il già pluricollaudato motore da 1588 cm³, disponibile in due livelli di potenza massima, 75 e 85 CV. Entrambi i motori erano alimentati a carburatore e facevano parte della vasta famiglia di motori EA827, della quale fra l'altro furono anche tra i primi esponenti in ordine cronologico, avendo esordito già sotto il cofano della precedente Audi 80. In alcuni mercati esteri, al posto del già citato 1,3 litri da 55 CV fu disponibile un altro 1,3 litri con cilindrata di 1296 cm³ e con potenza innalzata a 60 CV.
Per quanto riguarda la trasmissione, una sola era la variante disponibile di serie, ossia un cambio manuale a 4 marce interfacciato al motore mediante una frizione monodisco a secco. Unica eccezione, e solo per alcuni mercati esteri, la possibilità di avere un cambio automatico a 3 rapporti in abbinamento ai motori 1,6 litri da 75 e 85 CV, più una variante specifica da 70 CV mai prevista per il mercato tedesco.

### Evoluzione del modello

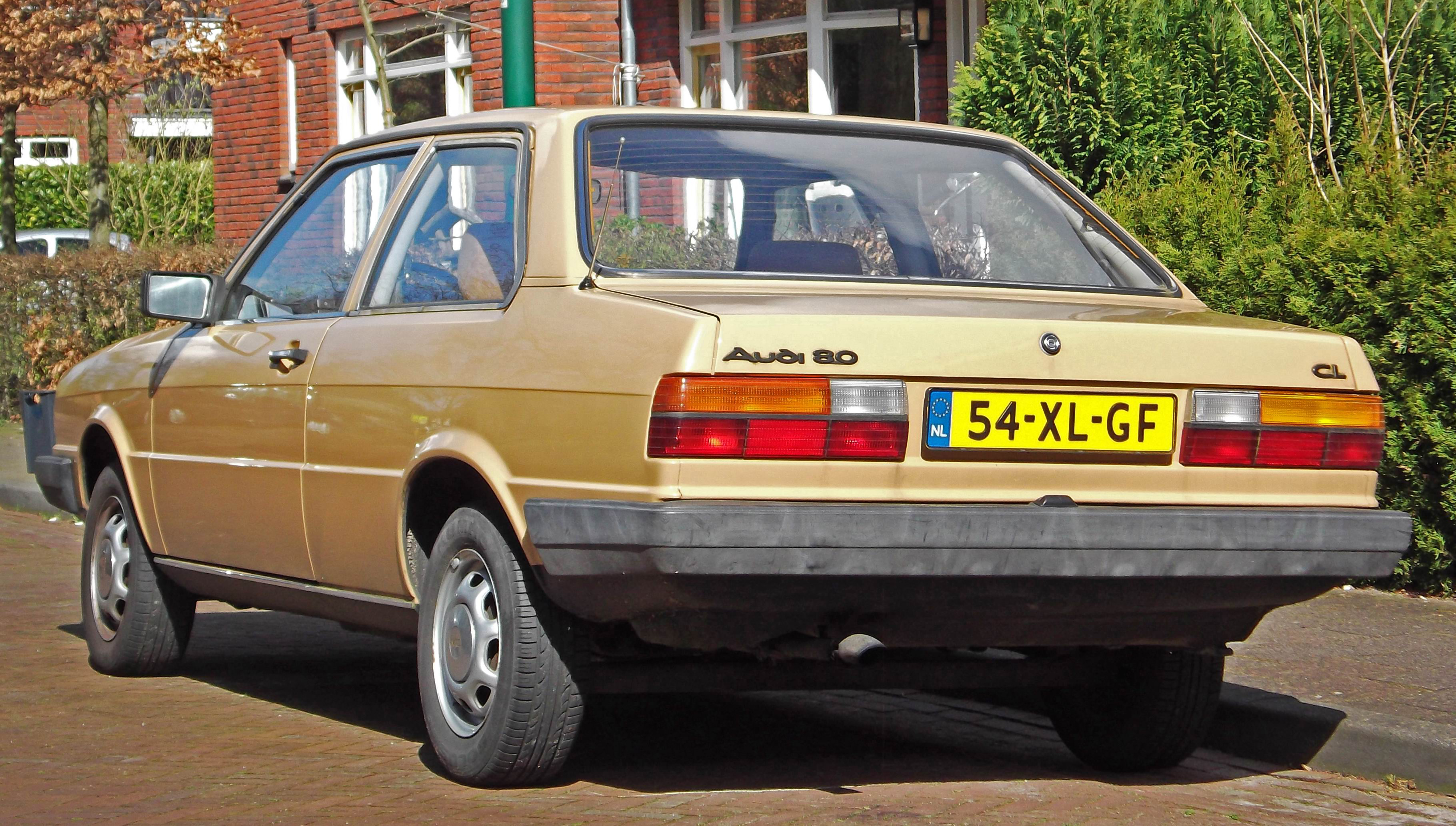
Un'Audi 80 B2 con carrozzeria a due porte

La commercializzazione dell'Audi 80 B2 avvenne solo alcune settimane dopo la presentazione alla stampa. Durante i primi mesi di carriera commerciale, la vettura fu disponibile unicamente con carrozzeria berlina a tre volumi e a 4 porte. I livelli di allestimento erano cinque:
- base e L, previsti in abbinamento al motore 1,3 litri di base;
- S, previsto in abbinamento al 1,6 litri da 75 CV;
- LS e GLS, previsti in abbinamento al motore 1,6 litri sia da 75 sia da 85 CV.

Nei mercati dove era previsto il già citato 1,3 litri da 60 CV, l'allestimento legato a tale motorizzazione era denominato GL. La vettura riscosse immediatamente un gran successo di vendite, tanto da divenire il modello più importante per la Casa dei quattro anelli.
Nel mese di aprile del 1979 vi furono i primi aggiornamenti alla gamma, con l'arrivo dell'allestimento GL,sia nella versione da 55 che da 85 CV.Solo la motorizzazione 1600 era dotata di contagiri mentre,al suo posto,la 1200 aveva un ampio orologio . Altro nuovo arrivo fu quello della versione di punta, denominata GLE ed equipaggiata con un motore derivato dal già noto 1,6 litri a carburatore, ma con alimentazione a iniezione, per una potenza massima che raggiunge i 110 CV, conferendo così alla vettura un carattere più grintoso. In pratica la GLE era una versione il cui allestimento e motorizzazione derivavano direttamente dalla precedente Audi 80 GTE, ma la cui dotazione risultò di fatto un po' più imborghesita che in precedenza. Inoltre vi fu l'arrivo della berlina a due porte, disponibile in tutti gli allestimenti previsti. A parità di allestimento, la differenza in Germania fra due e quattro porte era di 570 DM. Nell'autunno dello stesso anno, le liste optional si arricchirono con la chiusura centralizzata e il sedile conducente riscaldabile.
Nel 1980, in seguito al secondo choc petrolifero verificatosi già l'anno precedente, vi fu un aggiornamento tecnico alla gamma volto al contenimento dei consumi. In particolare venne installato un dispositivo di preriscaldamento della miscela aria/benzina che entrava in funzione nelle prime fasi di funzionamento del motore, quando questo era ancora freddo e non riusciva a garantire un immediato raggiungimento della temperatura ideale di esercizio. In queste condizioni un motore tende effettivamente a consumare di più, ragion per cui il dispositivo di riscaldamento della miscela fu pensato per contrastare tale fenomeno. E in effetti, il consumo a motore ancora freddo scese notevolmente, fino al 30% in meno rispetto ai motori sprovvisti di questo dispositivo, che la Casa di Ingolstadt battezzò "Igel". Inoltre, le motorizzazioni a benzina vennero dotate di accensione elettronica, mentre gli allestimenti GL e GLE ricevettero un nuovo cambio denominato 4+E, praticamente un cambio a 5 marce, delle quali la quinta era particolarmente lunga, quasi un overdrive con la quale portare la vettura a velocità elevate senza tuttavia influire negativamente sui consumi. Nell'ottobre dello stesso anno, esordì un'altra versione "economa", la 80 Diesel, ossia la prima Audi 80 con motore a gasolio. Il motore utilizzato aveva una cilindrata di 1588 cm³ come il 1,6 litri a benzina già in gamma, ma non fu derivato da quest'ultimo in quanto le misure di alesaggio e corsa erano differenti. Si trattava di un Diesel aspirato con potenza di 54 CV che prometteva un consumo medio di appena 4,7 litri ogni 100 chilometri se abbinato al già citato cambio 4+E (optional). Gli allestimenti previsti per il motore Diesel furono tre, ossia il livello base, il livello L e il livello GL, per cui le denominazioni finali furono rispettivamente D, LD e GLD. 

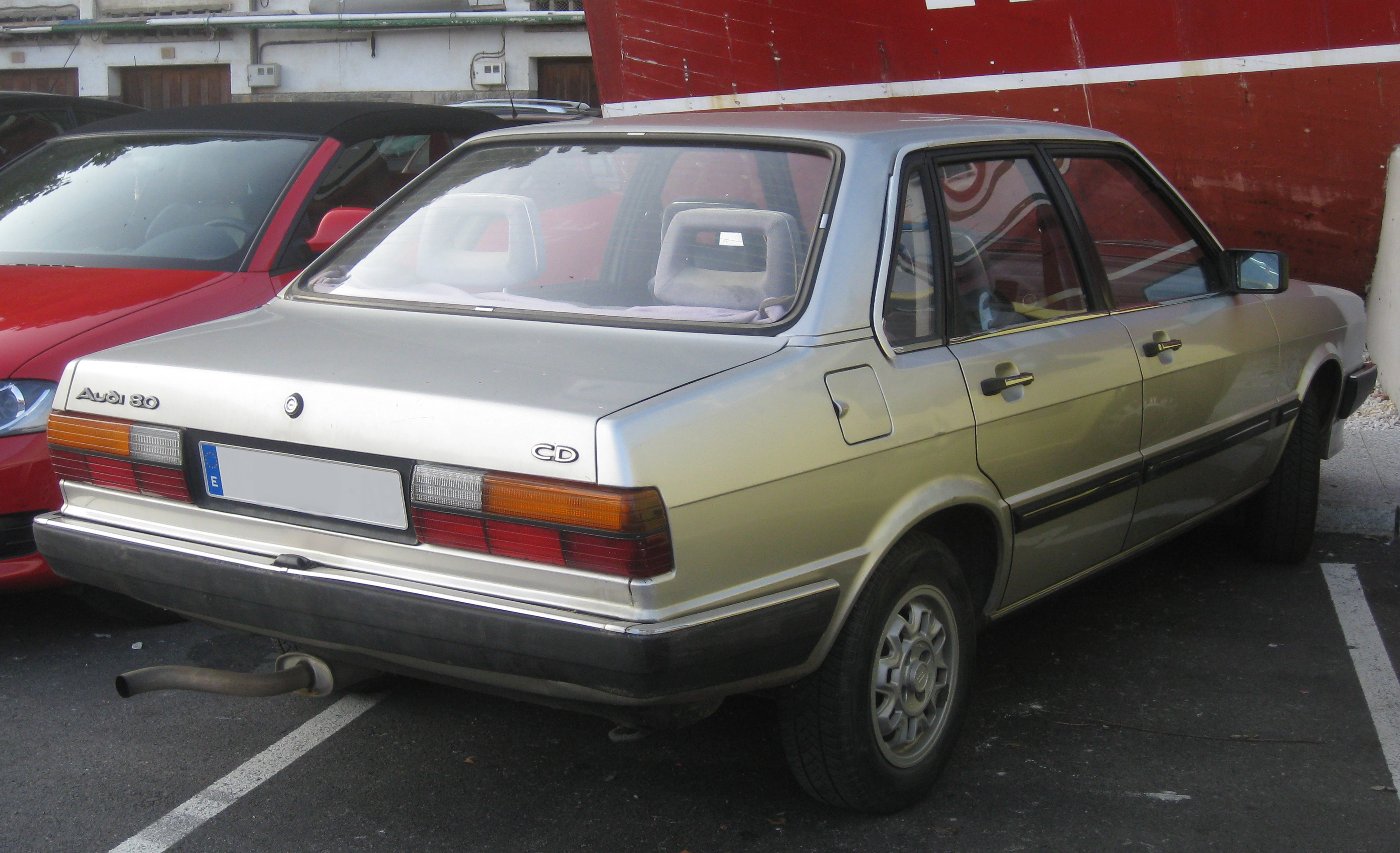
Un'Audi 80 CD

Nel febbraio 1981 esordì un nuovo allestimento denominato Formel E, che in realtà non fu un vero e proprio allestimento ma un pacchetto tecnico comprendente due soluzioni in tema di contenimento dei consumi: da una parte il cambio 4+E e dall'altra quello che fu uno dei primi esempi di sistema Stop&Start nella storia dell'automobile. Inizialmente il pacchetto Formel E fu abbinato solo al 1,6 litri a benzina da 85 CV. In agosto si ebbero significativi e numerosi aggiornamenti per quanto riguarda la gamma, che venne razionalizzata sul fronte allestimenti fino a quel momento presenti, che vennero sostituiti da quattro nuovi livelli, denominati C, CL, GL e CD. Il motore da 1,3 litri fino a quel momento utilizzato nelle versioni di base venne sostituito da una nuova unità, la stessa da 60 CV che in precedenza era stato destinato ad alcuni mercati esteri e di cui si è già fatto cenno. A esso venne abbinato un nuovo cambio denominato 3+E, che differì dal 4+E semplicemente per il fatto che qui fu la quarta marcia a essere molto lunga. Vera novità fu l'allestimento di punta CD che portò all'esordio su un'Audi 80 del motore a 5 cilindri, fino a quel momento presente solo sotto il cofano dell'Audi 100. Nell'Audi 80 CD il motore utilizzato fu un'unità da 1921 cm³ con alimentazione a carburatore e potenza massima di 115 CV. L'Audi 80 CD si riconosceva esternamente per il vistoso spoiler anteriore sotto il paraurti e per i nuovi cerchi in lega. Anche questo modello beneficiò del cambio 4+E. Più in generale, alla fine dell'estate 1981 questa fu la gamma dell'Audi 80:
- 80 C, con motore 1,3 litri da 60 CV oppure 1,6 litri Diesel da 54 CV;
- 80 CL, con motori 1,3 litri da 60 CV, 1,6 litri da 75 e 85 CV (anche con pacchetto Formel E) oppure 1,6 litri Diesel;
- 80 GL, con gli stessi motori dell'allestimento CL e con in più il 1,6 litri da 110 CV che fino a quel momento era montato sulla GLE;
- 80 CD, disponibile unicamente in abbinamento con il motore 1,9 litri da 115 CV.

Vale la pena ricordare che, a parte l'allestimento CD, proposto unicamente con carrozzeria a 4 porte, gli altri tre livelli di allestimento erano disponibili anche con carrozzeria a 2 porte.

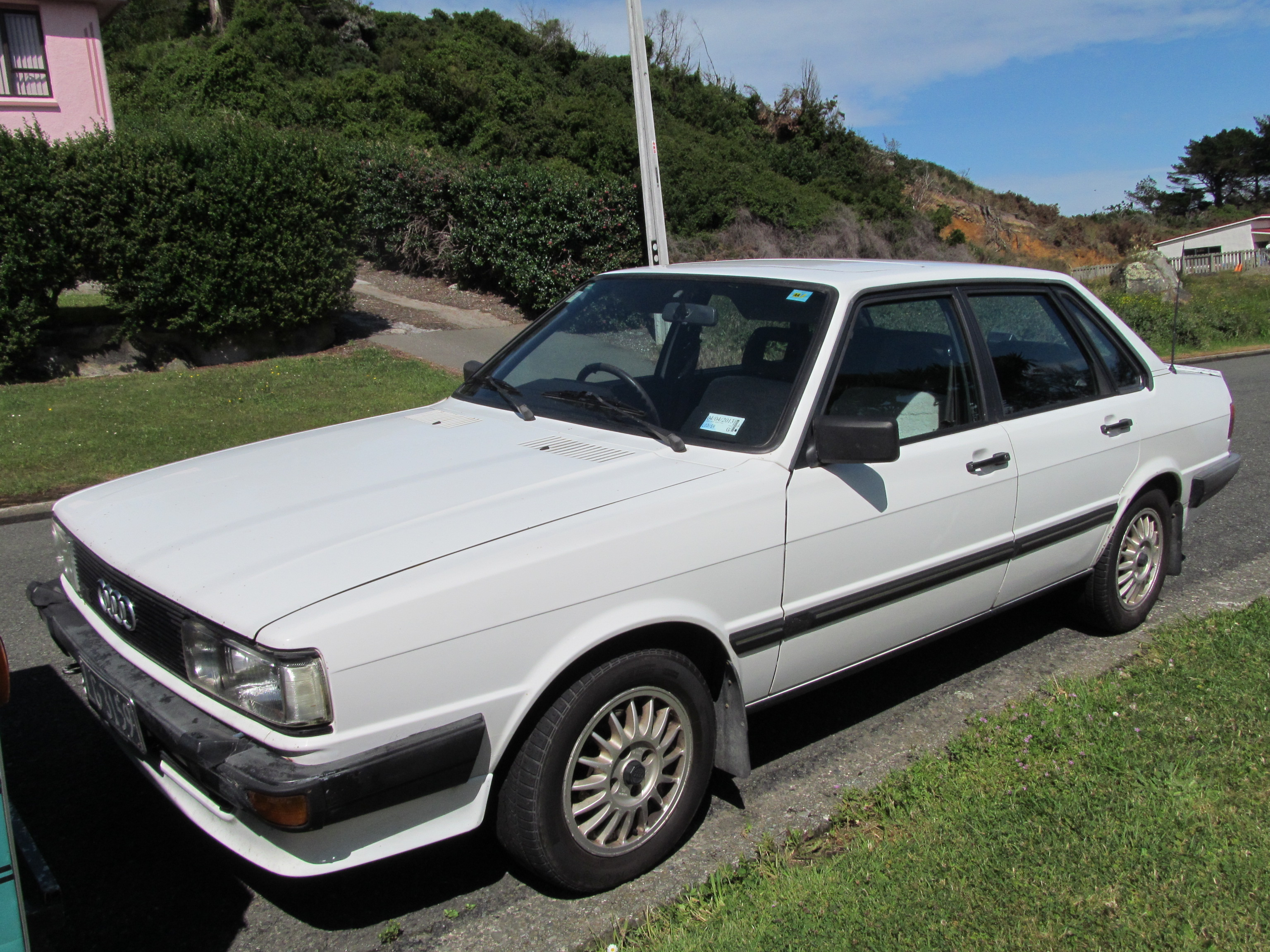
Un'Audi 80 quattro

Il Salone di Ginevra del 1982 vide il lancio dell'Audi 80 Turbo Diesel, nella quale il già noto 1,6 litri a gasolio venne sovralimentato mediante un turbocompressore Garrett, grazie al quale la potenza massima salì a 70 CV. Questa motorizzazione fu abbinata unicamente alla carrozzeria a 4 porte e fu disponibile in tutti gli allestimenti previsti, anche nel ricco livello CD. Sempre nel 1982, ma a novembre, vide la luce la nuova top di gamma: forte dei successi in campo commerciale e sportivo dell'Audi quattro, la Casa dei quattro anelli decise di impiantare la trazione integrale anche sotto la scocca della berlina media di Ingolstadt, dando così vita all'Audi 80 quattro (Typ 85). Realizzata in collaborazione con la Porsche per via del fatto che tutti i reparti dell'Audi erano già oberati di lavoro, la prima Audi 80 a trazione integrale prese vita a partire da una normale Audi 80 GL a trazione anteriore ed esordì proprio nel mese in cui l'Audi quattro conquistò il titolo mondiale nel Mondiale Rally. Il motore utilizzato era un 5 cilindri da 2144 cm³, imparentato tecnicamente con l'unità che già equipaggiava altri modelli Audi di fascia alta. Tale motore era caratterizzato dall'alimentazione a iniezione meccanica e da una potenza massima di 136 CV, il che permise di raggiungere una velocità massima di 193 km/h, con un'accelerazione da 0 a 100 km/h in 9"1, cifre assi significative per una berlina dal temperamento sportivo prodotta nei primi anni '80. Esteticamente l'Audi 80 quattro si riconosceva per lo spoiler anteriore in tinta, ma soprattutto per i fari anteriori sdoppiati e per gli indicatori di direzione anteriori di color bianco. Al suo interno uno dei principali segni distintivi fu il nuovo volante a quattro razze e il comando per il blocco del differenziale centrale.

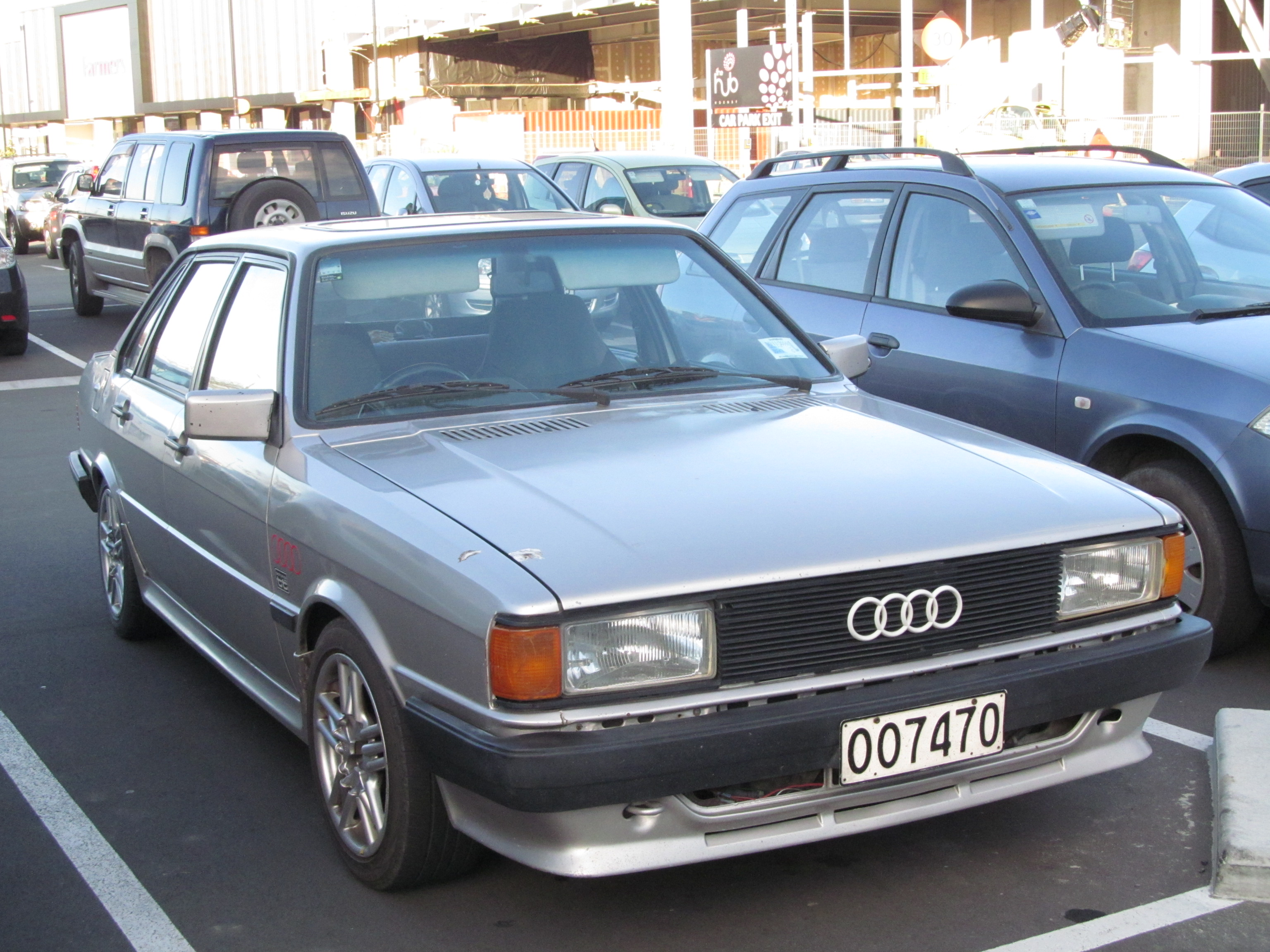
Un'Audi 80 GTE

Durante il 1983, il motore 1,6 litri da 75 CV fu sostituito da una nuova unità da 1595 cm³ di pari potenza, mentre il motore 1,6 litri da 85 CV venne sostituito da un nuovo 1,8 litri da 90 CV. Quest'ultimo motore, della cilindrata di 1781 cm³, fu lo stesso che sempre in quel 1983, sei mesi dopo, avrebbe equipaggiato anche la nuova Golf II. Contemporaneamente vi fu un'altra novità nella gamma, rappresentata dalla versione GTE: per la prima volta questo allestimento, già visto nella prima generazione dell'Audi 80, finì anche nella gamma della B2. Il motore adottato fu lo stesso 1,8 litri appena visto nelle versioni da 75 e 90 CV, ma con alimentazione a iniezione meccanica e potenza massima di 112 CV. Fra le altre particolarità tecniche, la GTE montava un assetto ribassato di 20 mm. Anch'essa era distinguibile esternamente per lo spoiler anteriore in tinta, per un piccolo spoiler posteriore nero sulla coda e per i cerchi in lega dello stesso tipo di quelli previsti per la versione CD. Nel mese di ottobre dello stesso anno la quattro venne proposta anche con una motorizzazione depotenziata, consistente nel nuovo motore da 2 litri in grado di erogare fino a 115 CV di potenza massima. Anche la versione CD ricevette lo stesso motore, ma in questo caso, il nuovo 2 litri andò a sostituire la precedente unità da 1,9 litri di pari potenza.
Nel febbraio del 1984 venne introdotta un ulteriore livello di allestimento denominato SC e previsto in abbinamento al motore 1,3 litri da 60 CV o alle due motorizzazioni a gasolio. L'allestimento SC fu pensato per offrire il massimo confort anche a chi preferiva una motorizzazione di accesso alla gamma. Tra gli accessori presenti nella dotazione di serie vanno ricordati il sedile del conducente regolabile in altezza, l'impianto hi-fi radio/musicassette. Il mese seguente venne raggiunto il traguardo dei due milioni di Audi 80 prodotte, fra la prima e la seconda generazione. Il successo della vettura fu quindi tangibile, non solo a livello di vendite, ma anche per essersi classificata fra le auto più affidabili del periodo. 

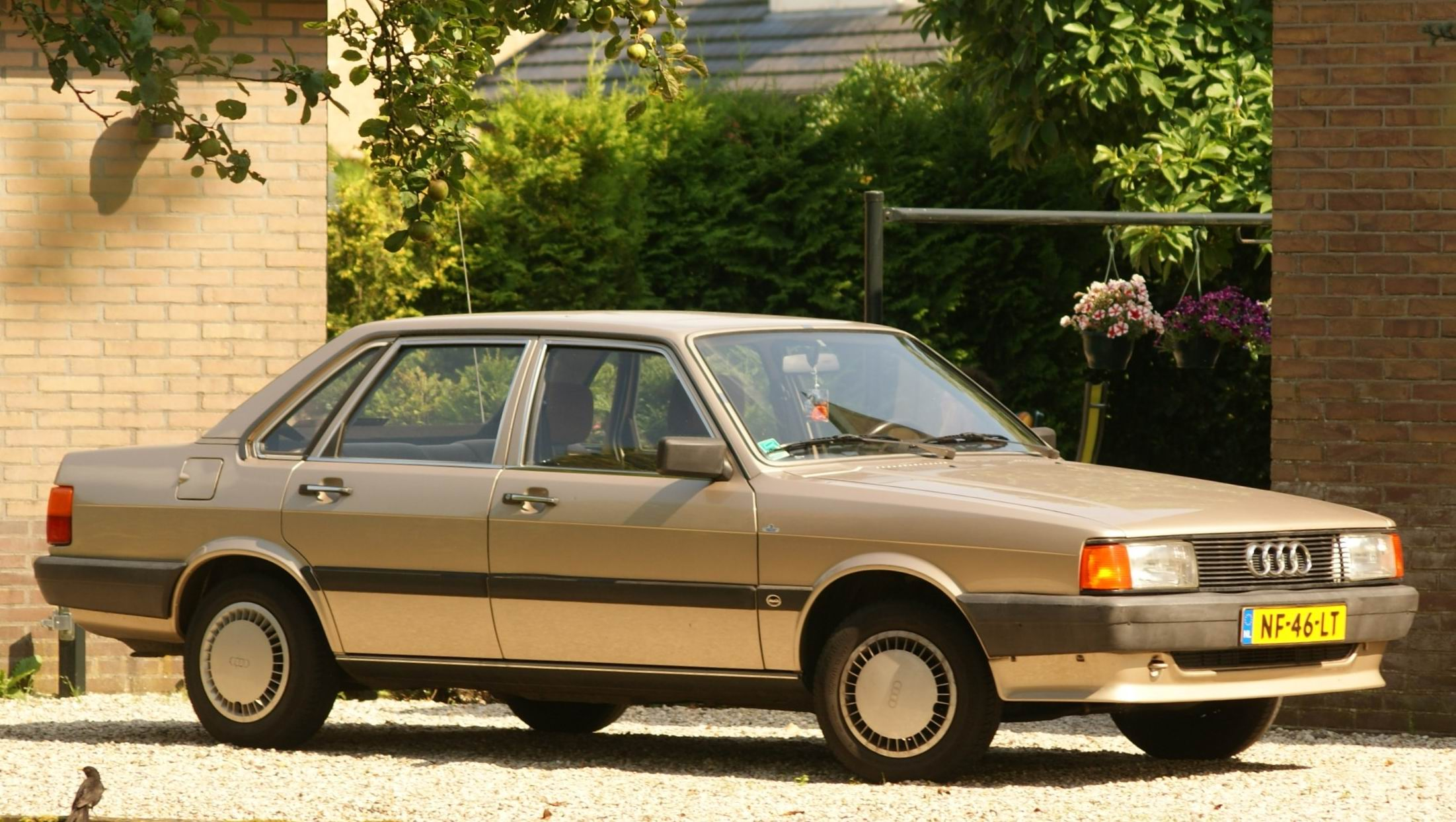
Un'Audi 80 B2 dopo il restyling del 1984

Sempre nel 1984, pochi mesi dopo, un po' tardivamente, arrivò il restyling di mezza età, con il quale si intese uniformare lo stile dell'Audi 80 ai temi di aerodinamica che valsero alla più grande Audi 100 C3 la palma di auto più profilata del 1982. Fu proprio in chiave aerodinamica che venne effettuata la rivisitazione stilistica della serie B2. Nella parte anteriore, la calandra venne inclinata assieme al profilo dei gruppi ottici anteriori, mentre scomparve lo spoiler anteriore sotto al paraurti laddove fino a quel momento era previsto e venne montato un paraurti rivestito in plastica nera dagli spigoli smussati. Lateralmente vennero adottati dei copriruota dal disegno simile a quelli della profilata Audi 100 di terza generazione. Posteriormente, il vano bagagli vide abbassare la soglia di carico per facilitarne l'accesso. La battuta dello sportello divenne a filo con il paraurti posteriore: anch'esso, come quello anteriore, venne ricoperto di una fascia in plastica dagli spigoli arrotondati. In questo modo, il Cx scese da 0,41 a 0,39. Novità meno marcate fra i motori: il 1,8 litri da 90 CV stavolta venne reso disponibile sia a carburatore sia a iniezione, in quest'ultimo caso con marmitta catalitica. Venne anche rivoluzionata la gamma degli allestimenti. A questo punto la gamma dell'Audi 80 B2 fu costituita dagli allestimenti:
- base, con motore 1,3 litri da 60 CV, 1,6 litri da 75 CV, 1,8 litri catalizzato da 88 CV e 1,6 litri Diesel da 54 CV;
- CC, con motori 1,3 litri da 60 CV, 1,6 litri da 75 CV, 1,8 litri non catalizzato da 90 CV, 1,6 litri Diesel da 54 CV e 1,6 litri turbodiesel da 70 CV;
- CD, nelle stesse motorizzazioni dell'allestimento CC tranne il 1,3 litri da 60 CV;
- CD quattro con motore 1,8 litri non catalizzato da 90 CV;
- GTE, sempre con il 1,8 litri a iniezione da 112 CV.

Si noti l'assenza delle versioni equipaggiate con motori a 5 cilindri: esse vennero infatti riservate alla gamma dell'Audi 90, che esordì proprio nel 1984. L'Audi 80 cominciò invece la sua rapida parabola discendente, poiché ormai era divenuta anziana come modello e già da tempo era in fase avanzata il progetto che avrebbe portato alla sua terza generazione. L'Audi 80 B2 così aggiornata venne presentata alla stampa nel giugno del 1984, ma le vendite cominciarono due mesi dopo, ad agosto.
Nel gennaio 1985, anche le versioni GTE e CC 1.8 vennero proposte anche con trazione integrale, mentre il 1,8 litri catalizzato a iniezione venne esteso anche agli allestimenti CC e CD. Nella seconda metà dell'anno, il catalizzatore venne montato anche nelle versioni a trazione integrale, compresa la GTE quattro che montava un 1,8 litri più potente, ma anche nella normale GTE a trazione anteriore. Furono gli ultimi aggiornamenti per la gamma dell'Audi 80 B2, la generazione prodotta nel maggior numero di esemplari, con oltre 1,3 milioni di unità prodotte. A partire dal mese di agosto del 1986 cominciò a essere prodotta la terza generazione.

### Riepilogo caratteristiche
Di seguito vengono riepilogate le caratteristiche relative alla gamma della prima generazione dell'Audi 80. I prezzi riportati sono in marchi e si riferiscono al livello di allestimento meno costoso per quella motorizzazione e al momento del debutto nel mercato tedesco:
| Audi 80 B2 (1978-86) |               |            |                                                                   |                |               |           |                    |                    |                     |                     |                    |                    |                    |                        |
| Modello | Motore        | Cilindrata | Alimentazione                                                     | Potenza CV/rpm | Coppia Nm/rpm | Trazione  | Cambio/n° rapporti | Massa a vuoto (kg) | Velocità max (km/h) | Acceler. 0–100 km/h | Consumo (L/100 km) | Anni di produzione | Esemplari prodotti | Prezzo all'epoca in DM |
| Versioni a benzina |               |            |                                                                   |                |               |           |                    |                    |                     |                     |                    |                    |                    |                        |
| 80 1.3 | EA827 (FY)1   | 12721      | Carburatore Solex 32 PDSIT                                        | 55/5800        | 92/3400       | Anteriore | Manuale 4 marce    | 910                | 145                 | 17"5                | 8,9                | 09-1978-08/1980    | 139.597            | 12.295                 |
| 80 1.3 | EA827 (FY)1   | 12721      | Carburatore Solex 32 PDSIT                                        | 55/5800        | 95/3800       | Anteriore | Manuale 4 marce    | 910                | 145                 | 17"5                | 8,9                | 08/1980-08/1981    | 139.597            | 13.660                 |
| 80 1.3 | EA827 (FY)2   | 12962      | Carburatore Solex 34 PDSIT                                        | 60/5600        | 100/3500      | Anteriore | Manuale 3+E        | 950                | 150                 | 15"5                | 6,6                | 08-1981-08/1986    | 139.597            | 14.845                 |
| 80 1.6 (75 CV) | EA827 (WV)    | 1588       | Carburatore Solex 35 PDSIT                                        | 75/5600        | 121/3200      | Anteriore | Manuale 4 marce    | 950                | 160                 | 13"8                | 8,9                | 09/1978-08/1979    | 725.251            | 13.715                 |
| 80 1.6 (75 CV) | EA827 (WV)    | 1588       | Carburatore Pierburg 1B3 o 2B2                                    | 75/5600        | 121/3200      | Anteriore | Manuale 4 marce    | 950                | 160                 | 13"8                | 8,9                | 08-1979-04/1980    | 725.251            | 14.950                 |
| 80 1.6 (75 CV) | EA827 (WV)    | 1588       | Carburatore Pierburg 1B3 o 2B2                                    | 75/5600        | 121/3200      | Anteriore | Manuale 4+E        | 950                | 156                 | 15"9                | 9,5                | 04/1980-08/1983    | 725.251            | 15.680                 |
| 80 1.6 (75 CV) | EA827 (DT)    | 1595       | Carburatore Pierburg 2E2                                          | 75/5000        | 125/2500      | Anteriore | Manuale 4 marce    | 950                | 160                 | 13"8                | 8,4                | 08/1983-08/1986    | 725.251            | 17.515                 |
| 80 1.6 (85 CV) | EA827 (YP)    | 1588       | Carburatore Solex 32/35 TDID                                      | 85/5600        | 127/3200      | Anteriore | Manuale 4 marce    | 950                | 165                 | 12"1                | 8,5                | 09/1978-08/1979    | 725.251            | 14.030                 |
| 80 1.6 (85 CV) | EA827 (YP)    | 1588       | Carburatore Pierburg 2B2                                          | 85/5600        | 127/3200      | Anteriore | Manuale 4 marce    | 950                | 165                 | 12"1                | 8,5                | 08/1979-04/1980    | 725.251            | 16.240                 |
| 80 1.6 (85 CV) | EA827 (YP)    | 1588       | Carburatore Pierburg 2B2                                          | 85/5600        | 127/3200      | Anteriore | Manuale 4+E        | 950                | 156                 | 15"9                | 9,5                | 04/1980-08/1983    | 725.251            | 16.680                 |
| 80 1.6 GLE | EA827 (YZ)    | 1588       | Iniezione meccanica indiretta Bosch K-Jetronic                    | 110/6100       | 140/5000      | Anteriore | Manuale 4 marce    | 950                | 182                 | 10"2                | 9,7                | 04/1979-08/1980    | 725.251            | 17.680                 |
| 80 1.6 GLE | EA827 (YZ)    | 1588       | Iniezione meccanica indiretta Bosch K-Jetronic                    | 110/6100       | 140/5000      | Anteriore | Manuale 4+E        | 950                | 182                 | 10"2                | 9,7                | 08/1980-07/1981    | 725.251            | 19.080                 |
| 4000 1.7 Kat3 | EA827 (WT)    | 1716       | Iniezione meccanica indiretta Bosch K-Jetronic                    | 75/5000        | 122/3000      | Anteriore | Manuale 4+E        | 975                | 160                 | 13"4                | 7,6                | 1979-843           | 43.821             | -                      |
| 80 1.8 | EA827 (DS)    | 1781       | Carburatore Pierburg 2E2                                          | 90/5200        | 145/3300      | Anteriore | Manuale 4 marce    | 950                | 168                 | 11"                 | 7,9                | 08/1983-08/1986    | 215.915            | 18.815                 |
| 80 1.8 quattro | EA827 (DS)    | 1781       | Carburatore Pierburg 2E2                                          | 90/5200        | 145/3300      | Integrale | Manuale 5 marce    | 1.190              | 170                 | 12"                 | 8,9                | 08/1984-08/1986    | 215.915            | -                      |
| 80 1.8i Kat | EA827 (JN)    | 1781       | Iniezione meccanica indiretta Bosch KE-Jetronic                   | 90/5200        | 145/3300      | Anteriore | Manuale 5 marce    | 980                | 170                 | 11"                 | 9,3                | 08/1984-08/1986    | 215.915            | 22.700                 |
| 80 1.8i GTE | EA827 (DZ)    | 1781       | Iniezione meccanica indiretta Bosch K-Jetronic                    | 112/5800       | 160/3500      | Anteriore | Manuale 5 marce    | 990                | 184                 | 9"2                 | 8,4                | 08/1984-08/1986    | 215.915            | 23.940                 |
| 80 1.8i GTE quattro | EA827 (DZ)    | 1781       | Iniezione meccanica indiretta Bosch K-Jetronic                    | 112/5800       | 160/3500      | Integrale | Manuale 5 marce    | 1.120              | 187                 | 9"9                 | 9                  | 01/1985-08/1986    | 215.915            | -                      |
| 80 1.9 | EA828 (WN)    | 1921       | Carburatore Zenith 2B5                                            | 115/5900       | 154/3400      | Anteriore | Manuale 4+E        | 1.020              | 182                 | 10"3                | 8,6                | 08/1981-08/1983    | 18.716             | 21.570                 |
| 80 2.0i 5E | EA828 (JS)    | 1994       | Iniezione meccanica indiretta Bosch K-Jetronic                    | 115/5400       | 165/3200      | Anteriore | Manuale 4+E        | 1.060              | 184                 | 10"                 | 9,3                | 08/1983-08/1984    | 9.382              | 25.455                 |
| 80 2.0i quattro | EA828 (JS)    | 1994       | Iniezione meccanica indiretta Bosch K-Jetronic                    | 115/5400       | 165/3200      | Integrale | Manuale 5 marce    | 1.190              | 184                 | 10"3                | 9,8                | 08/1983-08/1984    | 9.382              | 26.200                 |
| 80 2.1 quattro | EA828 (KK)    | 2144       | Iniezione meccanica indiretta Bosch K-Jetronic                    | 136/5900       | 176/4500      | Integrale | Manuale 5 marce    | 1.190              | 193                 | 9"1                 | 10                 | 11/1982-08/1984    | 37.246             | 31.850                 |
| 4000 CS quattro Kat3 | EA828 (KX/JT) | 2226       | Iniezione meccanica indiretta Bosch KE-Jetronic                   | 120/5500       | 167/3000      | Integrale | Manuale 5 marce    | 1.281              | 188                 | 9"7                 | 12,2               | 1984-873           | 37.246             | -                      |
| Versioni a gasolio |               |            |                                                                   |                |               |           |                    |                    |                     |                     |                    |                    |                    |                        |
| 80 1.6 Diesel | EA827 (JN)    | 1588       | Iniezione indiretta Bosch con precamera                           | 54/4800        | 102/2000      | Anteriore | Manuale 4 marce    | 980                | 140                 | 20"                 | 6,7                | 10/1980-08/1986    | 133.634            | 15.270                 |
| 80 1.6 Turbo Diesel | EA827 (CY)    | 1588       | Iniezione indiretta Bosch con precamera, turbocompressore Garrett | 70/4500        | 133/2600      | Anteriore | Manuale 5 marce    | 1.020              | 158                 | 14"3                | 6,3                | 03/1982-08/1986    | 60.527             | 19.985                 |
| Note: 1In alcuni mercati esordì fin dall'inizio il motore EP da 1296 cm³ 2Previsto in alcuni mercati già dall'esordio 3Solo per i mercati nordamericani |               |            |                                                                   |                |               |           |                    |                    |                     |                     |                    |                    |                    |                        |

### L'Audi4000

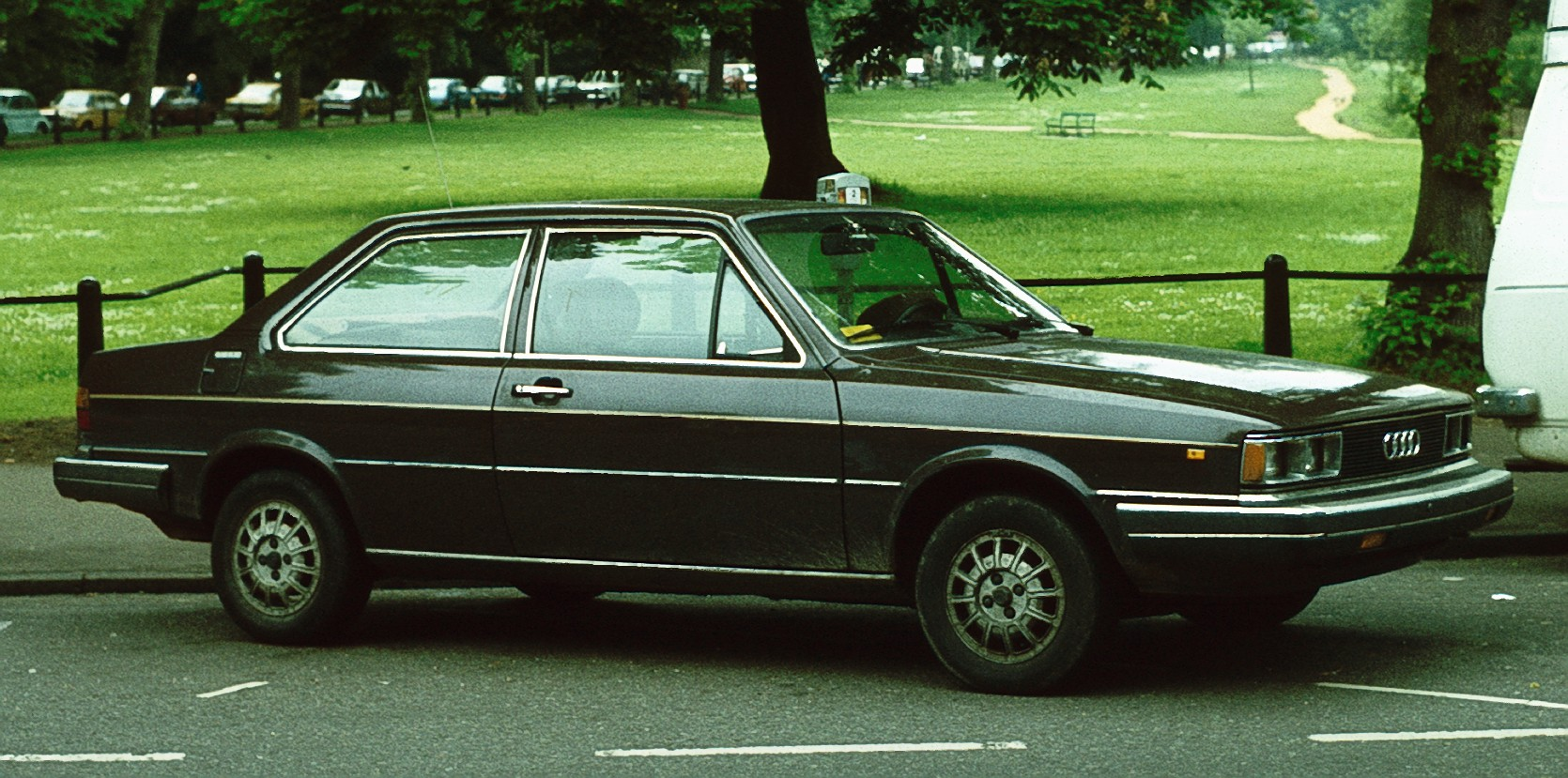
Un'Audi 4000

L'Audi 4000 era la versione riservata ai mercati nordamericani dell'Audi 80 B2: la sua commercializzazione fu avviata nel marzo del 1979. Si distingueva dalle Audi 80 europee per le dotazioni particolarmente complete e per le finiture particolarmente curate. Esternamente montava dei gruppi ottici anteriori sdoppiati simili a quelli che si sarebbero visti alcuni anni dopo nelle Audi 80 B2 europee post-restyling. Erano inoltre presenti paraurti sporgenti secondo le normative nordamericane in tema di sicurezza. La gamma motori dell'Audi 4000 prevedeva le seguenti motorizzazioni:
- motore da 1588 cm³ e potenza massima di 75 CV (1979-81);
- motore WT da 1715 cm³ e potenza massima di 75 CV (1981-84);
- motore MG da 1781 cm³ e potenza massima di 107 CV (1984-87);
- motore WE da 2144 cm³ e potenza massima di 101 CV (1981-84);
- motore JT da 2226 cm³ e potenza massima di 117 CV (1984-87).

La trazione era anteriore durante i primi anni di carriera, ma a partire dalla primavera del 1983 fu introdotta anche la trazione integrale. La produzione cessò nel 1987.